# Cynomoriaceae
Cynomoriaceae is een botanische naam, voor een familie van tweezaadlobbige planten. Een familie onder deze naam wordt zo af en toe erkend door systemen voor plantentaxonomie, en ook door het APG-systeem (1998). Echter weer niet door het APG II-systeem (2003) dat het genus Cynomorium ongeplaatst laat.
De APWebsite erkent de familie weer wel en plaatst haar in de orde Saxifragales. 
Het gaat dan om een heel kleine familie, van zeer curieuze planten, die voorkomen rond de Middellandse Zee en aangrenzend Azië.
De familie wordt niet erkend door het Cronquist systeem (1981), die de betreffende planten plaatst in de familie Balanophoraceae.